# Уральский, Виктор Владимирович
Ви́ктор Влади́мирович Ура́льский (26 июня 1925, Москва, СССР — 16 марта 2009, Москва, Россия) — советский и российский актёр театра и кино. Участник Великой Отечественной войны.

## Биография
Родился 26 июня 1925 года в Москве в семье актёра Владимира Уральского и театральной актрисы Полины Григорьевны Дыновской (урожд. Дыбнер)  (1894—1970).
Виктор Уральский до 1941 года учился в общеобразовательной школе. В начале Великой Отечественной войны бросил учёбу и устроился слесарем-инструментальщиком на 1-й государственный часовой завод имени Кирова, а после его эвакуации в 1942 году перешёл работать диспетчером на автобазу Мосгорисполкома. Затем, в сентябре 1942 года, вместе с родителями уехал в Алма-Ату, где поступил в эвакуированное туда театральное училище при театре имени Моссовета, параллельно снимаясь в массовках и эпизодах на Центральной объединённой киностудии. В феврале 1943 года он был призван в ряды Красной Армии, воевал в качестве рядового-стрелка. В апреле 1944 был демобилизован по состоянию здоровья и вскоре вернулся к начатой в Алма-Ате актёрской деятельности. В период с декабря 1944 по март 1955 года он был актёром театра драмы и комедии Калининского района Москвы, драматического театра ЦДКА имени Фрунзе, Владимирской областной филармонии, театра драмы и комедии Министерства речного флота СССР, Калининградского областного драматического театра. Работая в этих коллективах, сыграл около двух десятков характерно-комедийных образов.
После смерти отца в мае 1955 года, актёр окончательно остался в Москве. В июне был принят в труппу театра-студии киноактёра, где трудился до начала 1990-х годов. На этой сцене добавил к своему послужному списку ещё около десяти характерных ролей, таких как Тесто («Сверстники»), дворник («Мандат»), Бобров («Несущий в себе»), Попугайчиков («Смерть Тарелкина»), милиционер («Иван Васильевич»), Семён Семёнович («Таня»), Семёнов («Русские люди»). Много снимался в кино, сыграв в общей сложности более ста ролей. Его персонажами были представители самых разных профессий.
В жизни он был позитивным человеком, обладал хорошим чувством юмора, любил розыгрыши.
Последние несколько лет жизни тяжело болел, страдая болезнью Паркинсона. 
Скончался на 84-м году жизни 16 марта 2009 года в Москве. Тело было кремировано, а урна с прахом захоронена в одной могиле с родителями актёра на Новом Донском кладбище (участок № 1).

## Семья
В 1959 году Уральский женился на Лилии Михайловне Ястребовой (1937—2012), инженере-геологе. Вместе они прожили 50 лет. Их дочь Ирина, родившаяся в 1961 году, в 1987 году окончила ВГИК (мастерская В. Д. Нахабцева) и стала оператором, сняла несколько десятков документальных фильмов. В 2010 году она выступила в качестве режиссёра, поставив документальный фильм «Династия. Век ХХ», рассказывающий о творческой династии семьи Уральских. Её сын Сергей Петрига окончил операторский факультет ВГИКа, работает оператором в игровом и документальном кино.

## Съёмки у Гайдая
Наряду с Георгием Вициным и женой режиссёра Ниной Гребешковой снялся в 11 картинах Леонида Гайдая, что является рекордом среди актёров. При этом Виктор Уральский ни разу не снялся даже в роли второго плана, выступая только в эпизодических ролях, иногда даже без указания в титрах и в ролях без слов.

## Избранная фильмография
- 1954 — Школа мужества — Тимошкин
- 1957 — Удивительное воскресенье — контролёр на ВДНХ (нет в титрах)
- 1958 — Сампо — чародей
- 1958 — Капитанская дочка — ямщик (нет в титрах)
- 1959 — Девочка ищет отца — Володя, партизан
- 1959 — Баллада о солдате — солдат в поезде (нет в титрах)
- 1959 — Анюта — Григорий
- 1961 — Длинный день — Вася, шофёр
- 1961 — Командировка — комбайнёр
- 1962 — Без страха и упрёка — милиционер
- 1962 — Армагеддон — Андрей
- 1963 — Деловые люди — кочегар, новелла «Дороги, которые мы выбираем»
- 1963 — Если ты прав… — Витька Сергачёв, телефонный монтёр
- 1964 — Добро пожаловать, или Посторонним вход воспрещён — товарищ Митрофанов
- 1964 — Отец солдата — матрос-инвалид
- 1964 — След в океане — Максим, мичман
- 1965 — Лебедев против Лебедева
- 1965 — Операция «Ы» и другие приключения Шурика — повар на стройке, новелла «Напарник»
- 1966 — Восточный коридор — подпольщик
- 1966 — Душечка — официант
- 1966 — Человек, которого я люблю — пассажир (нет в титрах)
- 1966 — Неуловимые мстители — бандит
- 1966 — Человек без паспорта
- 1966 — Дикий мёд — Кукуречный, лейтенант
- 1967 — Доктор Вера — лейтенант
- 1968 — Путь в «Сатурн»
- 1968 — Бриллиантовая рука — старшина милиции
- 1968 — Выстрел на перевале Караш — Фёдор
- 1969 — Адъютант его превосходительства — часовой
- 1969 — Король гор и другие — Пётр Филиппович (нет в титрах)
- 1969 — Золото — сапожник, партизан
- 1969 — Яблоки сорок первого года — Чашкин, милиционер
- 1970 — Был месяц май — Голуб, разведчик
- 1971 — 12 стульев — завхоз плавучего тиража
- 1971 — Тени исчезают в полдень (7 серия) — Антип Владимирович
- 1972 — Сибирячка — Гонцов
- 1972 — Пётр Рябинкин — рядовой
- 1972 — Ехали в трамвае Ильф и Петров — матрос-челюскинец
- 1973 — Иван Васильевич меняет профессию — старшина милиции
- 1974 — Иван да Марья — стражник
- 1974 — Романс о влюблённых — офицер флота
- 1974 — Вылет задерживается — киоскёр
- 1974 — Стоянка — три часа — милиционер (нет в титрах)
- 1975 — Не может быть! — мужик с поросёнком
- 1975 — Долгие вёрсты войны
- 1976 — Сохранить город / Ocalić miasto (ПНР, СССР) — дядя Лёша, солдат
- 1976 — Трын-трава — Федька
- 1977 — Долг — Афанасий Петрович
- 1978 — Стратегия риска
- 1977 — Инкогнито из Петербурга — Свистунов, квартальный
- 1977 — Переезд —
- 1977 — Семья Зацепиных —
- 1979 — Прости-прощай — конюх
- 1979 — Задача с тремя неизвестными — Мешков, свидетель ограбления
- 1979 — Москва слезам не верит — Михаил Иванович, отец Николая
- 1980 — Жду и надеюсь — Коронат, дед-ездовой
- 1980 — Люди в океане — маячник
- 1980 — За спичками — селянин
- 1981 — Портрет жены художника — Виктор Егорович Сергунов
- 1981 — О тебе — Прокопий Никитич, односельчан
- 1981 — Командировка в санаторий — Ларионыч
- 1981 — Родник — Егор Азарин
- 1981 — Мишка, Малыш и другие — дядя Коля
- 1981 — Через Гоби и Хинган — Егор Васильевич, ординарец Василевского
- 1982 — Не все кометы гаснут — Назаров
- 1982 — Спортлото-82 — грузчик
- 1983 — Вечный зов — эпизод
- 1983 — Водитель автобуса — Середа, сосед по палате
- 1983 — О странностях любви
- 1983 — Трое на шоссе — шофёр
- 1983 — Впереди океан — Максим Фёдорович по прозвищу Магеллан
- 1984 — Володькина жизнь
- 1984 — В лесах под Ковелем — Калинин
- 1984 — Человек-невидимка — почтальон
- 1985 — Зимний вечер в Гаграх — Миша, гардеробщик
- 1985 — Опасно для жизни! — электромонтёр
- 1985 — Искренне Ваш…
- 1985 — В. Давыдов и Голиаф — вахтёр на заводе
- 1986 — Повод — Матвей, колхозник
- 1986 — Скакал казак через долину —
- 1986 — Первый парень — звеньевой
- 1986 — Потерпевшие претензии не имеют — диспетчер автобазы
- 1986 — На златом крыльце сидели — Дед Михей
- 1986 — Одинокий автобус под дождём — Отец Цырина
- 1986 — Певучая Россия — старик
- 1987 — Смысл жизни — Калинин
- 1987 — Уполномочен революцией— начальник станции
- 1987 — Про любовь, дружбу, и судьбу — сапожник
- 1987 — Возвращение — сторож
- 1987 — Друг — Митька
- 1987 — Поражение — мастер
- 1987 — Ночной экипаж — хозяин лошади
- 1987 — Перед свадьбой — отец Нади
- 1988 — За всё заплачено — железнодорожнник
- 1988 — Происшествие в Утиноозёрске — ветеран
- 1989 — Перед рассветом — дед-зэк в товарном вагоне
- 1989 — В городе Сочи темные ночи — актер игравший Калинина
- 1989 — Закон — человек на похоронах
- 1989 — В знак протеста — Неделин, человек горкома
- 1989 — Сталинград — Калинин
- 1989 — Частный детектив, или Операция «Кооперация» — Атасович, член обкома
- 1990 — Враг народа — Бухарин — Калинин
- 1990 — Война на западном направлении — Калинин
- 1990 — Исход — сторож
- 1991 — Анна Карамазофф
- 1991 — Ближний круг — Калинин
- 1992 — Менялы —
- 1992 — Стрелец неприкаянный — дед, продающий яблоки
- 1993 — Балерина — почтальон
- 1995 — Любить по-русски — человек на поминках
- 1999 — Мама — водитель
- 2000 — Маросейка, 12 — машинист тепловоза
- 2002 — Глаза Ольги Корж —
- 2002 — Следствие ведут ЗнаТоКи. Десять лет спустя — Баушкин
- 2002 — Тайный знак — школьный сторож
- 2003 — В созвездии быка — Парфеныч, председатель колхоза
- 2003 — С любовью, Лиля — дедушка Лили
- 2003 — Золотой век —
- 2003 — Подари мне жизнь — дед
- 2004 — Таксистка — дед Иван
- 2004 — Кавалеры Морской звезды — Устиныч
- 2004 — Против течения — дед Ромы
- 2004 — 2004 — Кулагин и партнёры —
- 2005 — 9 мая —
- 2005 — Жизнь — поле для охоты — Серафим Антонович, огранщик
- 2008 — Платон

### Киножурнал «Ералаш»
- 1993 — Выпуск № 100 (сюжет «Маша+Саша=?»)[3] — Дед Мороз
- 1995 — Выпуск № 110 (сюжет «Кем быть?»)[4] — дедушка мальчика